# سیارک ۵۲۸۸
سیارک ۵۲۸۸ (به انگلیسی: 5288 Nankichi، نامگذاری:1989XD) پنج هزار و دویست و هشتاد و هشتمین سیارک کشف شده‌است که در ۳ دسامبر ۱۹۸۹ کشف شد.
قدر مطلق سیارک برابر ۱۱٫۹۰ است.